# Tornedalski finski jezik
Tornedalski finski jezik (ISO 639-3: fit), jedan od finskih jezika, kojim govori oko 109 600 ljudi u Skandinaviji, posebno na području Švedske (79 600; 2000) u opčinama Gällivare, Kiruna, Pajala, Övertorneä i Haparanda, okrug Norrbotten, i u Finskoj oko 30 000 (1997 Birger Winsa). Na područje Švedske Tornedalski Finci naselili su se u 12. stoljeću
Mnogi Laponci (Saami) govore ga kao 2. jezik.

## Vanjske poveznice
- Ethnologue (14th)
- Ethnologue (15th)